# NGC 4
NGC 4 (również PGC 212468) – galaktyka soczewkowata (S0), znajdująca się w gwiazdozbiorze Ryb. Została odkryta 29 listopada 1864 roku przez Alberta Martha.